# Pivk
Pivk je priimek več znanih Slovencev:
- Bojan Pivk, novinar
- Bojana Pivk Križnar (1969), radijska voditeljica
- Darija Pivk, slovakistka
- Domen Pivk, reli-voznik, dirkač
- Franc Pivk (1930-2014), duhovnik, gimn. prof., župnik (Vipava), dekan, monsinjor
- Herman Pivk (*1963), fotograf, vizulani umetnik
- Ivan Pivk (1926-2017), 4 x predsednik in častni predsednik Zveze društev vojnih invalidov Slovenije
- Ivo Pivk, dr.
- Karel Pivk, pravnik (mdr. Univ. na Du)
- Ljubo Pivk (1938-1996), arhitekt
- Katja Pivk, slovenska karting dirkačica
- Mateja Pivk, ilustratorka, fotografinja
- Mavric Pivk, fotoreporter
- Neža Pivk (por. Cankar) (1843—1897), mati Ivana Cankarja
- Olga Pivk, arhivistka
- Petra Pivk (*1982), balinarka (mikrobiologinja)
- Silvo Pivk, strok. za kamnoseštvo, sodni izvedenec ...
- Valentin Pivk (1933—2021), matematik, šolnik
- Vesna Pavlič Pivk, pravnica/sodnica